# Barangaroo (métro de Sydney)
Barangaroo est une station de métro à Sydney, en Australie. Située sur la seule ligne du métro de Sydney entre Victoria Cross et Martin Place, elle a été mise en service le 19 août 2024.

## Histoire
Trois entreprises sont présélectionnées pour le contrat de construction de la station à la fin de 2019 : Hutchinson Builders, John Holland et Besix Watpac. En mars 2021, Besix Watpac remporte le contrat de 217 millions de dollars.
En avril 2022, le quai de la gare est installé. Elle est composée de 195 pièces de béton préfabriquées. Les quatre premiers des dix escaliers mécaniques, d'une longueur de 25 mètres (82 pieds), sont également installés. En octobre 2022, deux des cinq ascenseurs sont mis en place et l'installation des portes grillagées du quai est en cours, et s’achève en avril 2023. Les dix escaliers mécaniques et les cinq ascenseurs sont terminés et sont essayés en novembre 2023. D'autres composants plus mineurs sont également terminés en novembre 2023, notamment le carrelage en terrazzo, la signalisation de la station, les portillons Opal et les panneaux muraux en grès.
La station est inaugurée le 19 août 2024,.